# Oxathiapiprolin
Oxathiapiprolin ist eine chemische Verbindung aus der Gruppe der Oxazole, Pyrazole und Thiazole.

## Geschichte
Die Firma DuPont erwarb bei einem externen Händler eine Substanz-Bibliothek, mit welcher zunächst einige Tests durchgeführt wurden. Dabei konnte in ersten Screenings eine Struktur mit leicht fungizider Wirkung entdeckt werden. Durch die Untersuchung der Struktur-Aktivitäts-Beziehungen konnte die Wirkung durch die Einführung verschiedener Seitengruppen weiter optimiert werden, sodass am Ende Oxathiapiprolin als bester Wirkstoff entwickelt wurde. Dieser hat eine 10000-fach größere fungizide Wirkung als der Ausgangsstoff. 2013 wurde der Wirkstoff von Syngenta lizenziert und auf den Markt gebracht.

## Darstellung
Dichloraceton wird zum Dichlorketoxim nitrosiert, welches durch eine (3+2)-Cycloaddition mit Styrol zu einem Isoxazolin weiterreagiert. Durch die Reaktion mit BOC-geschütztem Piperidin-4-carbothionamid entsteht ein Thiazol. Nach der Entschützung der BOC-Gruppe reagiert es mit (5-Methyl-3-trifluormethyl-pyrazol-1-yl)-essigsäure zum Oxathiapiprolin.

## Eigenschaften
Oxathiapiprolin ist ein fast farbloser, kristalliner Feststoff. Es ist praktisch unlöslich in Wasser und sehr hydrolysestabil. Im Boden ist es mit einer Halbwertszeit von ca. 121 Tagen persistent.
Das Molekül besitzt ein Stereozentrum. Es sind folglich zwei verschiedene Isomere möglich. Das Fungizid Oxathiapiprolin wird als Racemat eingesetzt. Die reinen Enantiomere besitzen keine praktische Bedeutung.

## Verwendung und Wirkungsweise
Oxathiapiprolin ist ein Fungizid der Piperidinylthiazolisoxazolin-Klasse. Es wirkt systemisch und kann sowohl präventiv als auch kurativ gegen Falschen Mehltau und Befall durch Phytophthora verwendet werden, wobei es auch die Sporenbildung der Zielorganismen hemmt. Eingesetzt wird es im Weinanbau, im Kartoffelanbau sowie im Anbau von Gemüse, Salat und Kräutern. Die Wirkung von Oxathiapiprolin beruht auf der starken Bindung am Oxysterol-Binding Protein 1 von Oomyceten, wobei der genaue Mechanismus unbekannt ist.

## Toxikologie
Oxathiapiprolin ist im Tierversuch nur wenig akut toxisch bei oraler, dermaler und inhalativer Aufnahme. Zudem ist es weder haut- noch augenreizend oder -sensitivierend. Außerdem wurde festgestellt, dass bei oraler Aufnahme nur wenig Wirkstoff absorbiert wird (ca. 30 %). Es konnte weder genotoxisches noch karzinogenes Potential beobachtet werden. Die Europäische Behörde für Lebensmittelsicherheit legte eine erlaubte Tagesdosis von 0,14 mg/kg Körpergewicht fest.

## Zulassung
Oxathiapiprolin wurde in der Europäischen Union am 3. März 2017 für zehn Jahre zugelassen. Während in der Schweiz keine Pflanzenschutzmittel mit Oxathiapiprolin erhältlich sind, sind in Deutschland und Österreich Präparate mit diesem Wirkstoff zugelassen.